# A Rákospalotai köztemető nevezetes halottainak listája
Ezen a lapon a Rákospalotai köztemető nevezetes halottainak listája található, családi név szerinti betűrendben, születési és halálozási évvel, a sírhely pontos megjelölésével kapcsos zárójelben.
| Ábécé szerinti tartalomjegyzék                                                                           |
| --- |
| A, Á B C Cs D Dz Dzs E, É F G Gy H I, Í J K L Ly M N Ny O, Ó Ö, Ő P Q R S Sz T Ty U, Ú Ü, Ű V W X Y Z Zs |

## A, Á
- Aggházy Mária (1913–1994) művészettörténész
- Alaksza Ambrus (1903–1983) költő, műfordító
- Arany Bálint (1901–1987) gépészmérnök [29-0-12-38/39]
- Árpási Miklós (1945–2015) bányamérnök

## B
- Bakonyi Elek (1904–1982) sakkozó

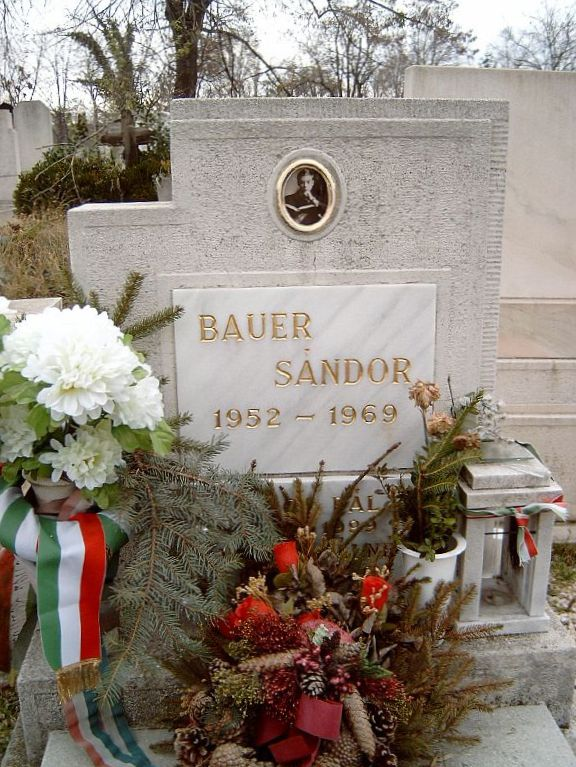
Bauer Sándor sírja

- Balló Mátyás (1844–1930) kémikus [4-0-5-22/23]
- Balog Zoltán (1928–2006) református lelkész
- Bánkuti Imre (1927–2009) muzeológus, történész
- Barati József (1914–1982) agrármérnök, főispán
- Barta András (1931–1997) irodalomtörténész, újságíró, színikritikus
- Báthory Győző (1898–1919) tartalékos hadnagy [57-0-1-85/86]
- Bauer Sándor (1952–1969) a kommunista elnyomás mártírja [18-0-6-42]
- Beller Imre (1845–1895) római katolikus pap
- Bencze Ferenc (1924–1990) színész
- Benyó Pál (1931–1998) gépészmérnök, politikus
- Bereth Ferenc (1909–1991) fotóriporter
- Bezsilla László (1903–1983) entomológus, lepkegyűjtő [3-0-5-14]
- Billnitzer Ernő (1889–1976) tábornok [62,2,0,60]
- Bíró János (1912–1998) teniszező, mesteredző
- Bíró Lajos Pál (1906–1985) irodalomtörténész, nyelvész, szerkesztő
- Blazsek Ferenc (1884–1959) válogatott labdarúgó
- Bojtor Imre (1923–1999) népdalénekes [29-0-9-3]
- Borbély Endre (1913–2000) politikus, főispán
- Boroksa András (1922–1989) festő- és szobrászművész
- Budai László (1928–1983) olimpiai bajnok labdarúgó, edző [60-0-1-591-592]
- Bundzsák Dezső (1928–2010) válogatott labdarúgó, edző

## C
- Czipauer János (1926–1989) filmvágó

## Cs
- Csapkay Károly (1894–1969) labdarúgó, edző
- Cséfay Sándor (1904–1984) kézilabdázó, olimpikon, edző [19-8-0-6]
- Cserba Elemér (1876–1936) ügyvéd, polgármester, újságíró
- Cseszka Edit (1935–1991) zenetanár, karnagy
- Csicsery-Rónay István (1917–2011) író, könyvkiadó, politikus
- Csizmadia Imre (1906–1982) református kántor, tanár, nótaszerző
- Csók István (1912–1973) színész

## D
- Dalnoki Jenő (1932–2006) olimpiai bajnok labdarúgó, edző [3/S-0-1-45/46]
- Dányi Pál (1940-1991) közgazdász, politikus, az MSZMP Baranya megyei első titkára, az Állami Számvevőszék tanácsosa
- Dienes Béla(wd) (1925–2005) villamosmérnök, gazdaságpolitikus, az Egyesült Izzó vezérigazgatója (1962–1982)
- Dobos Károly (1921–2001) agrármérnök, egyetemi tanár
- Dobos Krisztina (1949–2013) matematikus, közgazdász, politikus

## E, É
- Ecker Mihály (?–1995) kerékpárversenyző
- Éles Ferenc (1914–1987) kerékpárversenyző
- Eőry Márta (?–1994) pedagógus, muzeológus
- Erdélyi Sándor (1931–2008) hegedűművész, zenetörténész, tanár
- Eszéki Rezső (1915–1997) kosárlabdázó, sportvezető

## F
- Fábián Imréné (1942–1997) pedagógus, alpolgármester
- Fábián László (1919–1977) politikus, országgyűlési képviselő
- Falus István (1933–2001) fotóriporter, fotográfus
- Farkas Károly (1905–1979) orvos, orvostörténész, egyetemi tanár [49-0-1-237]
- Fehér Andor (1931–2004) agrármérnök
- Fehérvári József (1919–2005) labdarúgó-játékvezető
- Fodor István (1911–1979) színész
- Forró Sándor (1912–1965) kardvívóedző
- Franzenau Ágoston (1856–1919)  paleontológus, mineralógus, muzeológus [7, 0, 1, 13]

## G
- Garay László (1922–2000) tájfutó
- Géczy Éva (1921–2007) balettmester, koreográfus
- Gere Gyula (1920–1993) labdarúgó-játékvezető
- Gerecze Péter (1856–1914) régész, művészettörténész [57, 0, 1, 7-8]
- Golder Ferenc (1935–1998) vegyészmérnök
- Gonda Béla (1941–1984) református lelkész, újságíró
- Gorszky Tivadar (1883–1957) válogatott labdarúgó
- Gömöri Jenő Tamás (1890–1967) sakkozó, költő
- Grolmusz Vince (1932-1999) közgazdász, statisztikus, jövőkutató, tudományszervező
- Guttyán Pál (1935–1994) válogatott kézilabdázó

## Gy
- Györkös Géza (1943–2000) politikus

## H
- Halász Miklós (1931–1988) tájfutó, szakíró
- Hamvay Lucy (1914–1984) színésznő
- Hercegi Károly (1930–2017) miniszteri tanácsos
- Hóka Imre (1901–1973) római katolikus pap, egyházi író
- Holderith József (1937–2001) kémikus, egyetemi docens
- Horváth István (1934–2007) kézilabdázó
- Horváth Pál (1927–1987) színész

## I, Í
- István Ágnes (1954–1995) válogatott röplabdázó

## J
- Jakab György (1950–1996) zenész, dalszerző (Neoton Família)
- Jávorka Péter (1926–1988) tájfutó, tanár
- Joó Katalin (1929–1998) ifjúsági író, újságíró
- Junghaus Gusztáv (1945–1999) ökölvívó, edző

## K
- Kapocsi Sándor (1919–1980) labdarúgó, edző
- Keil Ernő (1897–1984) harsonaművész, karnagy
- Kékvölgyi Vilmos (1926–1962) újságíró, humorista
- Kertész József (1940–2015) válogatott jégkorongozó
- Kiss Dániel (1913–2004) szobrászművész
- Kiss Jenő (1933–2003) könyvtáros, a Fővárosi Szabó Ervin Könyvtár főigazgatója
- Kiszely István (1914–1993) válogatott labdarúgó
- Koczur Kálmán (1932–2006) tájfutó, versenybíró
- Kocsis András (1905–1976) szobrászművész
- Kolbányi Géza (1892–1979) gépészmérnök, repülőgép pilóta
- Korcsmáros Pál (1916–1975) grafikus illusztrátor [17, 1, R/XII, 26]
- Korecz László (1928–1993) fizikus, egyetemi docens
- Korik Andor (1946–1993) tájfutó, edző
- Korim Kálmán (1924–1998) tanár, hidrogeológus
- Korpás Attila (1941–1979) közgazdász, festőművész
- Korpás Emil (1910–1980) geográfus, egyetemi tanár
- Kovács Géza. (1928-2009) jövőkutató, egyetemi tanár, az MTA doktora, a magyar intézményesült Jövőkutatás megalapítója. [76/21-11]
- Kovács Gyula (1899–1987) állatorvos, egyetemi tanár
- Kölgyesi György (1926–2002) színész
- Kőszegi Frigyes (1933–2006) régész, muzeológus
- Krajcs János (1920–1956) 1956-os szabadságharcos
- Kristóf István (1911–1988) artista, erőművész
- Kutasi Róbert (1964–2012) labdarúgó, sportvezető

## L
- Lantos Antal (1929–2018) helytörténész
- László György (1896–2004) építészmérnök, egyetemi docens
- Lengyel Gyula (1943–1990) karikaturista, grafikusművész
- Lővey József (?–?) orvos [36/A, 0, 1, 1/2]

## M
- Madarász Adeline (1871–1962) festőművész[1]
- Magda Béla (1911–1991) válogatott labdarúgó
- Major Lajos (1929–2020) újságíró, főszerkesztő
- Máté János (1934–1998) orgonaművész, karnagy
- Mattyasovszky Jenő (1932–1984) krimiíró, újságíró [11-0-1-33]
- Mészáros Emőke (1945–2003) restaurátor, művelődéstörténész, muzeológus
- Mészáros Pál (1913–1980) jogász, vasúti mérnök, egyetemi tanár
- Minár Gyula (1895–1964) repülőgép pilóta
- Munkácsi István (1937–2010) atléta, gátfutó

## N
- Nádaskay Béla (1848–1933) állatorvos, főiskolai tanár [13, 0, 2, 54-55]
- Nagy Dezső (1920–2006) folklorista, muzeológus
- Nagy Ferenc (1884–1964) válogatott labdarúgó, edző
- Nagy József (1935–1956) kajakozó, 1956-os áldozat [32, 0, II, 27/28]
- Németh Zoltán (1968–2004) válogatott kézilabdázó
- Némethy Béla (1897–1984) festőművész
- Neugebauer Jenő (1920–2009) vegyészmérnök, fizikus, egyetemi tanár

## O, Ó
- Oláh Károly (1910–1972) kerékpárversenyző
- Onhausz Tibor (1955–2016) labdarúgó
- Orgoványi Ferenc (1909–1978) birkózó

## Ö, Ő
- Őry Imre (1925–2003) gyermekorvos, politikus
- Őze Imre (1958–1979) öttusázó

## P
- Paál József (1900–1977) gépészmérnök, hajómérnök
- Pálinszki Antal (1943–2010) villamosmérnök, alpolgármester
- Pataki Béla (1924–2006) kerületi tanácselnök
- Pércsi József (1942–2011) birkózó, olimpikon
- Pintér Ferenc (1895–1932) költő, író

## R
- Rác T. János (1945–2005) újságíró
- Rácz Margit (1947–2015) közgazdász
- Romanecz Mihály (1854–1944) tanár, gimnáziumi igazgató, nyelvész, műfordító

## S
- Salát István (1913–1965) újságíró
- Sátori József (1926–2014) evezős, olimpikon
- Schnitzl Gusztáv (1885–1977) gyógypedagógus, zenetanár, karnagy [26, 2, C/VI, 18]
- Schréter Zoltán (1882–1970) geológus, egyetemi tanár [57, 0, 1, 757-758]
- Sebők Éva (1949–2011) röplabdázó, olimpikon, edző
- Siklóssy Antal (1896–1931) válogatott labdarúgó
- Simonfi Sándor (1925–1998) református lelkész
- Sipos János (1951–2012) kerékpárversenyző, edző, sportvezető
- Soós Ferenc (1919–1981) világbajnok asztaliteniszező [11, 0, 1, 94/95]
- Stefancsik Ilona (1943–2010) válogatott kosárlabdázó
- Stegena Lajos (1921–1997) geofizikus, térképtörténész, egyetemi tanár [62, 0, XII, 34]
- Stumpf Benedek András (1947–2009) író, költő, irodalomtörténész
- Sudár Tamás (1941–2021) síugró
- Sümegh Miklós (1903–1988) karnagy, kamarazenész

## Sz
- Szatmári Lajos (1922–1973) jogász, egyetemi tanár
- Szellő Lajos (1927–1992) operaénekes
- Szentgyörgyi Lajos (1911–1988) Európa-bajnoki ezüstérmes ökölvívó
- Szilvasán Pál (1930–2008) közgazdász, szövetkezeti elnök
- Szőcs Áron (1879–1956) lakatos, polgármester
- Szőcs Bertalan (1880–1928) jegyző, városi tanácsnok
- Sztancsek János (1935–1996) labdarúgó, edző
- Szűcs Lajos (1928–1997) motorversenyző

## T
- Takács József (1904–1983) válogatott labdarúgó, olimpikon [13, 0, 6, 17]
- Tavasz István (1905–1970) sportújságíró
- Tomaska Irén (1929–2005) grafikus

## U, Ú
- Udvari László (1926–1991) agrárközgazdász, egyetemi tanár
- Ujházy János (?–1970) festőművész
- Ujházy László (1937–2019) hangmérnök, zenész

## V
- Varjú Vilmos (1937–1994) Európa-bajnok atléta, súlylökő [27-0-1-54]
- Várnai Dezső (1910–1975) építész
- Vass Imre (1910–1984) vívóedző
- Végvári Csaba (1947–1992) csembaló- és zongoraművész
- Verhás József (1939–2020) vegyészmérnök, egyetemi tanár
- Vidovszky Ferenc (1909–2002) gépészmérnök
- Világhy Barnabás (1910–1963) újságíró
- Viola Mihály (1922–1981) színész
- Vogt Károly (1947–1992) színész

## W
- Wágner Manó (1857–1929) kormányfőtanácsos, gimnáziumi igazgató

## Z
- Zajti Ferenc (1886–1961) festőművész, kultúrtörténész

## Zs
- Zsirkay János (1880–1940) író, újságíró, nemzetgyűlési képviselő